# جوانا أيزنبرغ
جوانا أيزنبرغ (بالإنجليزية: Joanna Aizenberg)‏ هي أستاذة الكيمياء والكيمياء الحيوية في جامعة هارفارد. وهي أستاذة لعلوم المواد في كلية هارفارد للهندسة والعلوم التطبيقية، ومديرة معهد كافلي للعلوم والتكنولوجيا بيونانو وعضو هيئة التدريس الأساسية في معهد ويس للهندسة البيولوجية المستوحاة.وهي شخصية بارزة في مجال علم المواد المستوحاة بيولوجيا، بعد أن أصدرت 90 منشورا وحصلت على 25 براءة اختراع.

## مسيرتها
تحصلت أيزنبرغ على بكالوريوس العلوم في الكيمياء، وماجستير العلوم في الكيمياء الفيزيائية من جامعة موسكو الحكومية في 1981 و 1984 على التوالي، والدكتوراه في علم الأحياء الهيكلي من معهد وايزمان للعلوم في عام 1996.
في عام 2007، انضمت أيزنبرغ إلى كلية هارفارد للهندسة والعلوم التطبيقية.

## جوائز
- انتخبت في الأكاديمية الأمريكية للفنون والعلوم[7]
- جائزة رونالد بريسلو للإنجاز في الكيمياء الحيوية، 2008
- جائزة الابتكار الصناعي، الجمعية الكيميائية الأمريكية، 2007
- جائزة المرأة المتميزة، جامعة إنديانا، 2006
- جائزة المحقق الجديد في الكيمياء والبيولوجيا من الأنسجة المعدنية، 2001
- جائزة جمعية ماكس بلانك في علم الأحياء وعلوم المواد، ألمانيا، 1995

## روابط خارجية
- Aizenberg Group at Harvard
- Harvard Magazine portrait: Joanna Aizenberg
- Ted Talk - Extreme Biomimetics